# Mala Kapela
Mala Kapela är en bergskedja i Kroatien. Den ligger i den centrala delen av landet, 110 km söder om huvudstaden Zagreb.